# Alexander von Senger

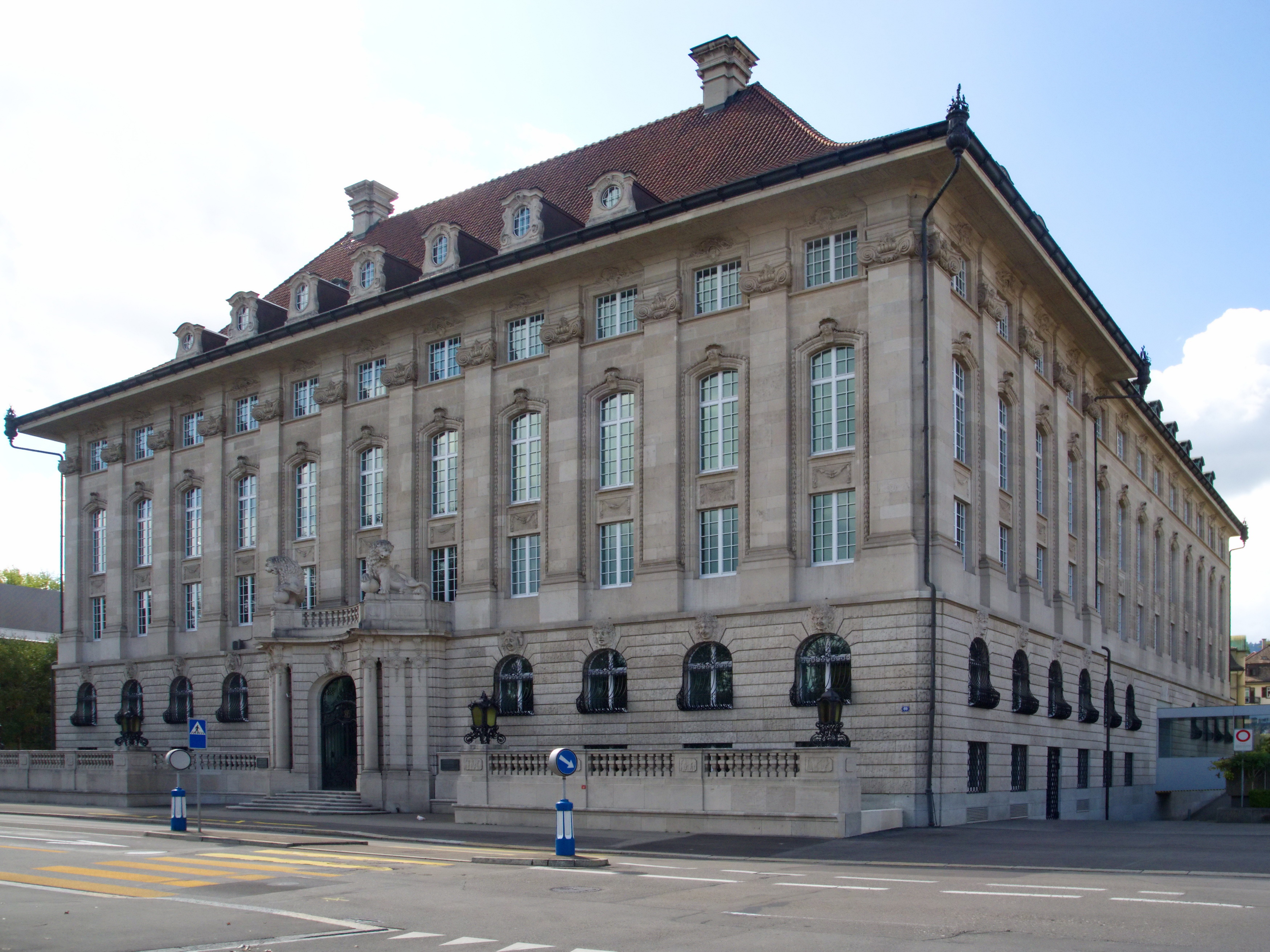
Die Schweizerische Rückversicherungs-Gesellschaft (Swiss Re). Hauptgebäude von 1911 bis 1914.

Hugues Rodolphe Alexandre von Senger (* 7. Mai 1880 in Genf; † 30. Juni 1968 in Willerzell bei Einsiedeln) war ein Architekt und Architekturtheoretiker in der Schweiz und dem Deutschland des Nationalsozialismus.

## Leben
Senger, ältester Sohn des Komponisten Hugo de Senger, wurde in Genf geboren. Das Collège Calvin schloss er mit einer humanistischen und  einer technischen Matura ab. Danach studierte er an der ETH Zürich, wo er als Schüler von Gustav Gull 1904 das Architektendiplom erwarb. Nach einem Praktikum im Ausland ließ er sich als selbständiger Architekt in Zürich nieder. Von seinem Projekt „Dolderburg“ (Bauherr Friedrich Gentner-Aichroth) an der 1904 neu errichteten Hauserstrasse im Zürcher Oberschichtsviertel Zürichberg nahm sein Partner Adolf Asper 1906 vermutlich Abstand. Zusammen mit Richard Kuder legte Senger 1907 einen Entwurf beim Architektenwettbewerb für Postgebäude, Hauptbahnhof und Verwaltungsgebäude der SBB in St. Gallen vor und wurde in der Folge mit der weiteren Planung des Bahnhofs St. Gallen betraut. Die Ausführung geschah 1911–1913 ohne Kuder.
1911 wurde Senger mit der Errichtung des Verwaltungsgebäudes der Schweizerischen Rückversicherungs-Gesellschaft beauftragt, einem Versicherungsgebäude in Zürichs Enge, der ebenfalls neubarocken Formen verpflichtet ist. Damals war er schon als konservativer Architekt weit bekannt. Roderich Fick arbeitete von 1910 bis 1912 in seinem Zürcher Büro. In der Schweiz gehörte er zur Gruppe Neues Bauen für kulturelle Ideale, für rassereinen Stil und Nationalität. Er beklagte, dass nach der von Nationalrat Robert Grimm organisierten Zimmerwalder Konferenz die SPS sich mehr und mehr dem Kommunismus zuwandte und 1916 erste Unruhen in der Uhrenstadt La Chaux-de-Fonds aufflammten.
Senger geriet immer mehr in Gegensatz zur modernen Architektur in der Schweiz; nach einer Artikelserie in La Suisse Libérale, in der er unter anderem Le Corbusier als „Lenin der Architektur“ angriff, konnte er mit Krisis der Architektur einen Band veröffentlichen, der gratis an Schweizer Behörden verteilt wurde. Die Fachzeitschrift Das Werk kritisierte 1930 seinen Zürcher Rückversicherungs-Bau als eine „Zürich irreparabel belastende Zwitterarchitektur“. Senger behauptete, der einzige Architekt an dem Projekt gewesen zu sein und leugnete die Mitarbeit des Baslers Emil Faesch.
1931 setzte sich Senger zusammen mit anderen nationalsozialistischen Architekten wie Eugen Hönig, Konrad Nonn, German Bestelmeyer und insbesondere Paul Schultze-Naumburg im Kampfbund Deutscher Architekten und Ingenieure (KDAI), einer Unterabteilung des nationalsozialistischen Kampfbunds für deutsche Kultur, gegen modernistische Strömungen in der Architektur ein. In der Propagandazeitung Völkischer Beobachter wurden immer wieder rassistische Angriffe dieser Architekten gegen den Internationalen Stil abgedruckt. Insbesondere die Architektengruppe „Der Ring“ wurde von ihnen scharf attackiert und Walter Gropius als „eleganter Salonbolschewist“ oder das Bauhaus als „Kathedrale des Marxismus“ angefeindet. Senger prägte hierbei den gegen Ludwig Mies van der Rohe und Walter Gropius gerichteten Begriff „Baubolschewismus“, analog zum diffamierenden Begriff „Kulturbolschewismus“.
Mit Hilfe politischer Kontakte zu Alfred Rosenberg und Paul Schultze-Naumburg wurde Senger 1934 auf den eigens für ihn errichteten Lehrstuhl für Bauforschung der Technischen Hochschule München berufen, wo er weniger durch inhaltliche Beiträge oder seine Lehrtätigkeit auffiel als durch seine intensive Denunziantentätigkeit für die Gestapo. Der ebenfalls überzeugte Nationalsozialist Bestelmeyer protegierte ihn. 1938 wurde er zum ordentlichen Professor ernannt. Aufgrund seiner Defizite in der Lehre wurden einige seiner Aufgabenbereiche an andere Lehrstühle vergeben oder durch Lehraufträge erfüllt. Nach Kriegsende wurde er entlassen und nicht wieder eingestellt.
In der Sowjetischen Besatzungszone wurde Sengers Schrift Rasse und Baukunst (Gäßler, München 1935) auf die Liste der auszusondernden Literatur gesetzt. In der Deutschen Demokratischen Republik folgen auf diese Liste Krisis der Architektur (Rascher, Zürich 1928) und Die Brandfackel Moskaus (Verlag Kaufhaus, Zurzach/Schweiz 1931).
Zum Kriegsende kehrte Senger in die Schweiz zurück; in James Schwarzenbachs Thomas-Verlag publizierte er 1964 Mord an Apollo, worin er auf seinen Positionen gegen Dadaismus, Bauhaus und Esprit nouveau beharrt. Eine Streitschrift Des Sengers Fluch erschien 1965; bislang fehlt jedoch eine wissenschaftliche Auseinandersetzung mit der Bedeutung von Sengers für die schweizerische und deutsche Architekturgeschichte.

## Privates
Alexander von Senger war dreimal verheiratet. Mit seiner ersten Frau Nanny Karoline Emma Agthe (* 31. Oktober 1883) hatte er fünf zwischen 1906 und 1915 geborene Kinder. Mit seiner zweiten Frau
Leonie Zuberbühler (* 21. Juli 1885) hatte er vier Kinder, darunter Hugo Hermann von Senger (* 14. September 1920). Mit seiner dritten Frau Dorothee Maria Charlotte (Doris) (* 9. Juni 1909) hatte er zwei Kinder, darunter den am 6. März 1944 geborenen Harro Heinrich Alexander von Senger.

## Werke

### Bauten

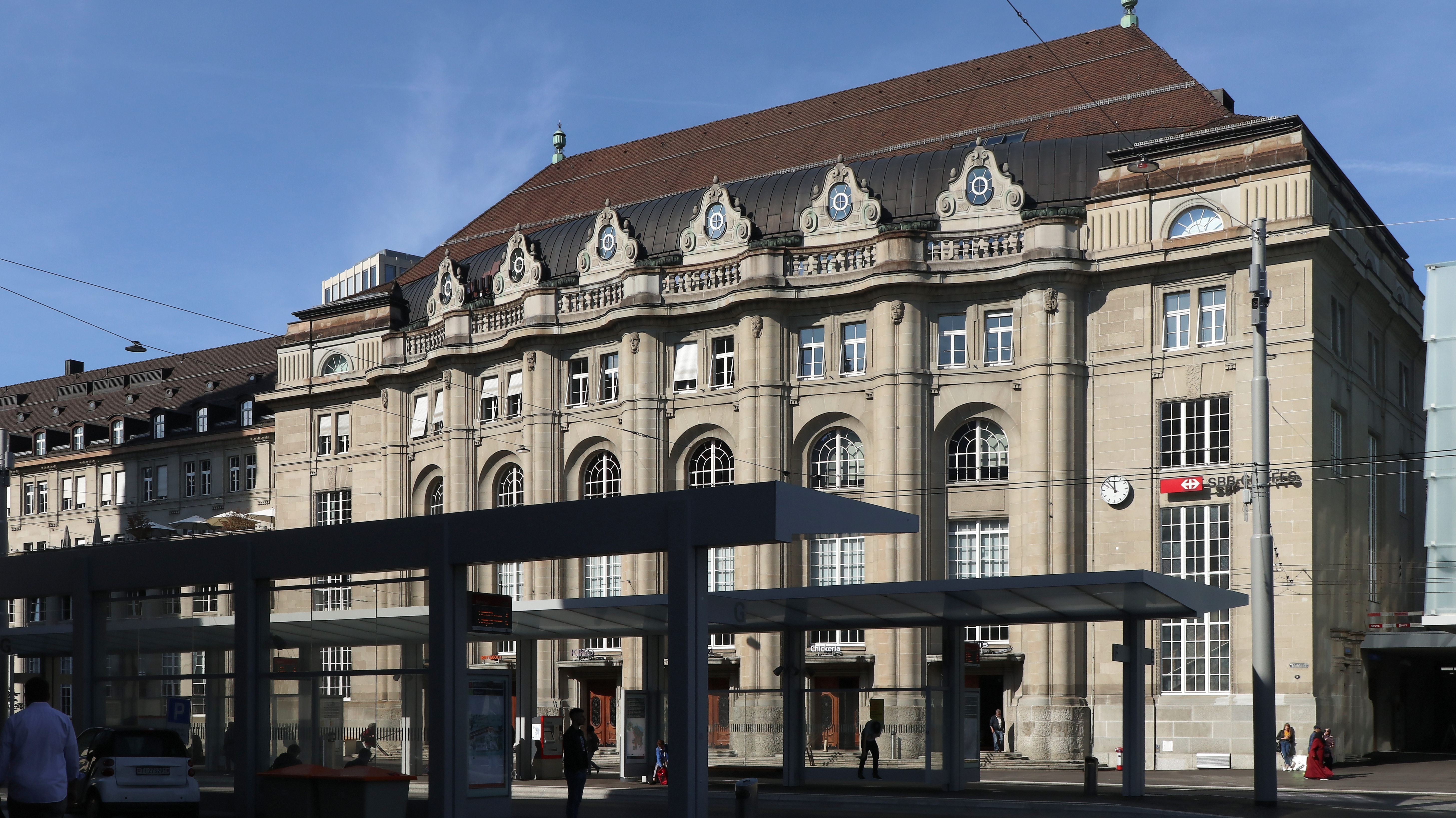
Bahnhof St. Gallen

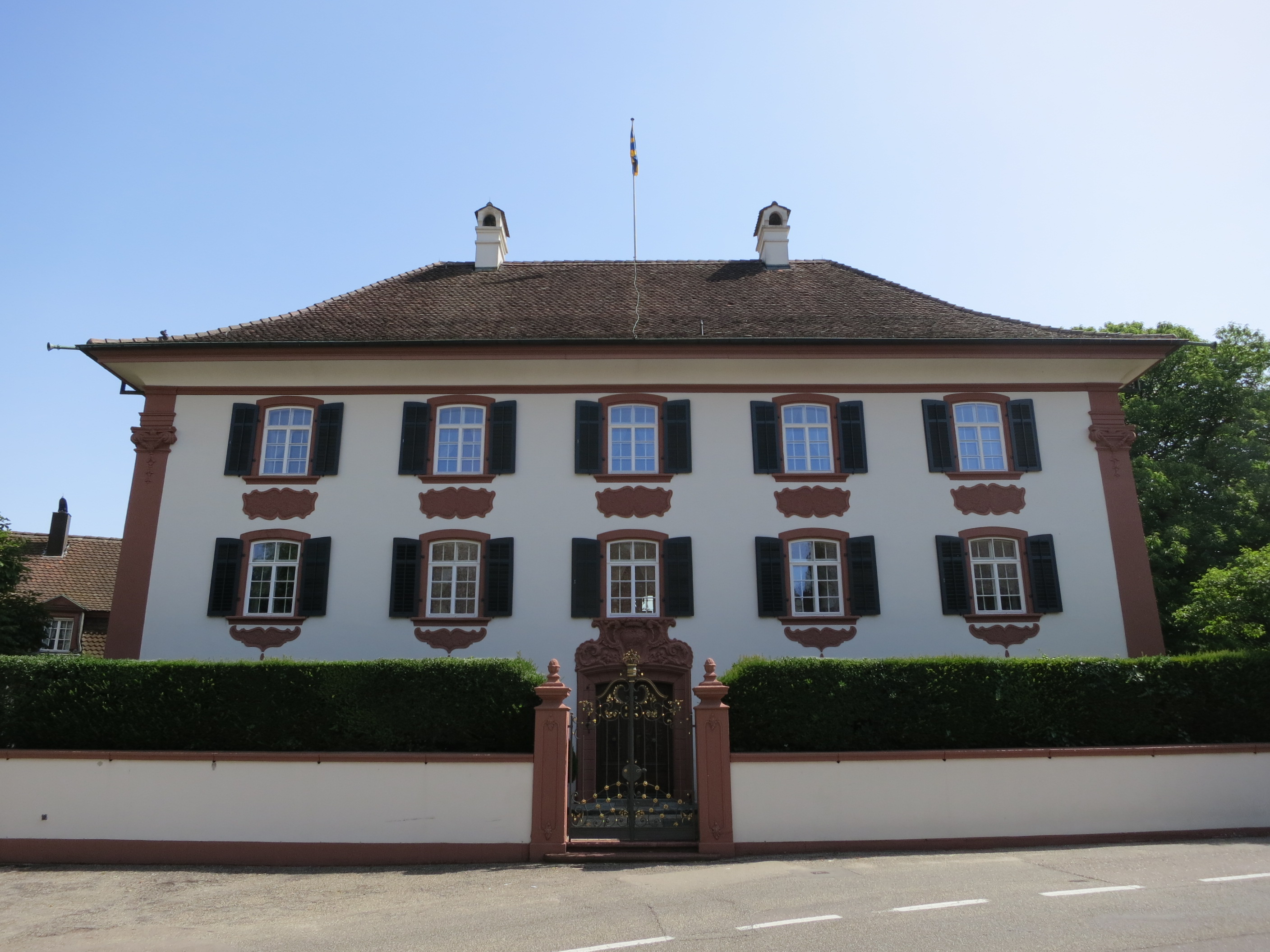
Haus zur Linde (Umbau)

- 1907–1910: Dolderburg (mit Richard Kuder) und ihre Dépendence Dolderschlössli (mit Adolf Asper), Zürich[1]
- 1911–1913: Bahnhof St. Gallen in St. Gallen (mit Richard Kuder)[1]
- 1911–1913: Hauptsitz der Schweizerischen Rückversicherungs-Gesellschaft (Swiss Re) in Zürich-Enge, Mythenquai (mit Emil Faesch)[1]
- bis 1912: Krankenhaus Bethanien, Zürich[1]
- 1912–1918: Umbau des Hauses zur Linde in Kaiserstuhl AG[10]

### Schriften
- 1928: Krisis der Architektur (Zürich)
- 1928: Orientalische Bauten. Bund Schweizer Architekten
- 1931: Die Brandfackel Moskaus (Zurzach)
- 1934: Der Baubolschewismus. In: Nationalsozialistische Monatehefte, 5. Jg. (1934), S. 497 ff.[11]
- 1935: Rasse und Baukunst. Über die Zielsetzung der deutschen Architektur.
- 1964: Mord an Apollo: Der Kampf imperialistischer und dekadenter Kreise gegen das Schöne und Gute. Thomas Verlag, Zürich